# Мичиляно
Мичиля̀но (на италиански: Micigliano) е село и община в Централна Италия, провинция Риети, регион Лацио. Разположено е на 925 m надморска височина. Населението на общината е 122 души (към 2012 г.).